# Zoungou
Zoungou è un dipartimento del Burkina Faso classificato come comune, situato nella Provincia di Ganzourgou, facente parte della Regione dell'Altopiano Centrale.
Il dipartimento si compone del capoluogo e di altri 24 villaggi: Badnogo, Bitoungou, Dakaongo, Darsalam, Gandaogo, Goghin, Kuilkanda, Kuilmasga, Nobtenga, Ouavoussé, Paspanga, Ramatoulaye, Silmiougou, Tameswéoghin, Tamidou, Tanghin, Tansèga, Taonsghin, Toéssin, Waada, Wemyaoghin, Yamganghin, Zantonré e Zorbimba.